# Léa Djeziri
Léa Djeziri, née en 1991 dans le Grand Est en France, est une artiste, illustratrice, peintre, tatoueuse et photographe française.

## Biographie
Léa Djeziri est née en 1991 en France dans le Grand Est. Elle a fait ses études à l'École supérieure d'art d'Épinal jusqu'en 2013 puis à la Haute École des arts du Rhin de Strasbourg. Elle vit et travaille à Marseille.

## Œuvre
Elle fait principalement de l'illustration, notamment pour l'évènementiel ou la presse, par exemple pour la revue féministe La Déferlante avec qui elle collabore souvent. Elle illustre les livres pour enfants Tourbille, la sorcière à l’aspirateur d’Eugène Trivizas, Le petit homme et le lac de Philippe Napoletano, Mamie Voyage d’Anne Maussion Haïkus des saisons d’Annick Combier et Iddù de Camille Bouvot-Duval, un conte éco-féministe,.
En 2019, elle travaille pour la revue tunisienne SHIFT, qui a invité 5 artistes illustratrices à raconter en bande dessinée les vies de femmes queer tunisiennes. Léa Dejziri a donc réalisé une bande dessinée sur l'activiste et comédienne Rania Amdouni, qui s'est engagée dans les mouvements sociaux, féministes et de libération LGBTQIA+ en Tunisie.
En 2020, elle réalise, juste après le confinement du Covid-19, une fresque murale à Tunis. L'année suivante, elle réalise Fire / Flood / Landslide, un tryptique illustrant la vie dans cette ville.
Léa Djeziri est aussi tatoueuse, spécialisée dans le handpoke (en).
En 2024, elle co-organise avec Timothée Vinchon des ateliers de dessin avec des pères enfermés à la maison d'arrêt de Grasse, dont les œuvres sont ensuite exposées à la prison puis à la médiathèque Charles Nègre de Grasse lors d'une exposition, Au-delà des murs. Ils utilisent des objets populaires, tels que horoscopes ou notices de montage de meubles, afin d'apporter de la légèreté aux récits.

## Style
Son inspiration lui vient du cinéma, en particulier des films d'aventure et de science fictions de la fin du 20ème siècle, tel qu'Indiana Jones, Alien, Star Wars ou Die Hard, les productions de Gregg Araki, Denis Villeneuve, David Fincher, Bong Joon-ho, Brian De Palma, Paul Thomas Anderson, Kenneth Anger, David Lynch, Nicolas Winding Refn et Martin Scorcese, les polars et les films noirs,.
En inspiration graphique, elle cite aussi Mafalda, La Planète sauvage et Magic the Gathering.
Sa palette est sombre, à base de noir, bleu, rouge orangé et violet. Ses illustrations sont faîtes avec des techniques de superposition inspirées de la sérigraphie. C'est la découverte de la peinture acrylique fortement pigmentée qui lui fait passer de la gravure à la peinture.

## Prix
- 2019 : expérience de jeunesse : bourse de développement de projet et de mobilité, Région Grand Est, 2019[9]